# Атанасий Коласийски
Атанасий Коласийски е български духовник, епископ на Кюстендил (Коласия, Баня) в началото на XVIII век.
Атанасий Коласийски се споменава като кюстендилски митрополит в приписка на един Шестоднев от Рилската манастирска библиотека от 1732 г., в която е посочено че през същата година били Ефрем – в Самоков, и в Коласия (Кюсттендил) – Атанасий Кюстендилски.